# St. Martin (Flims)

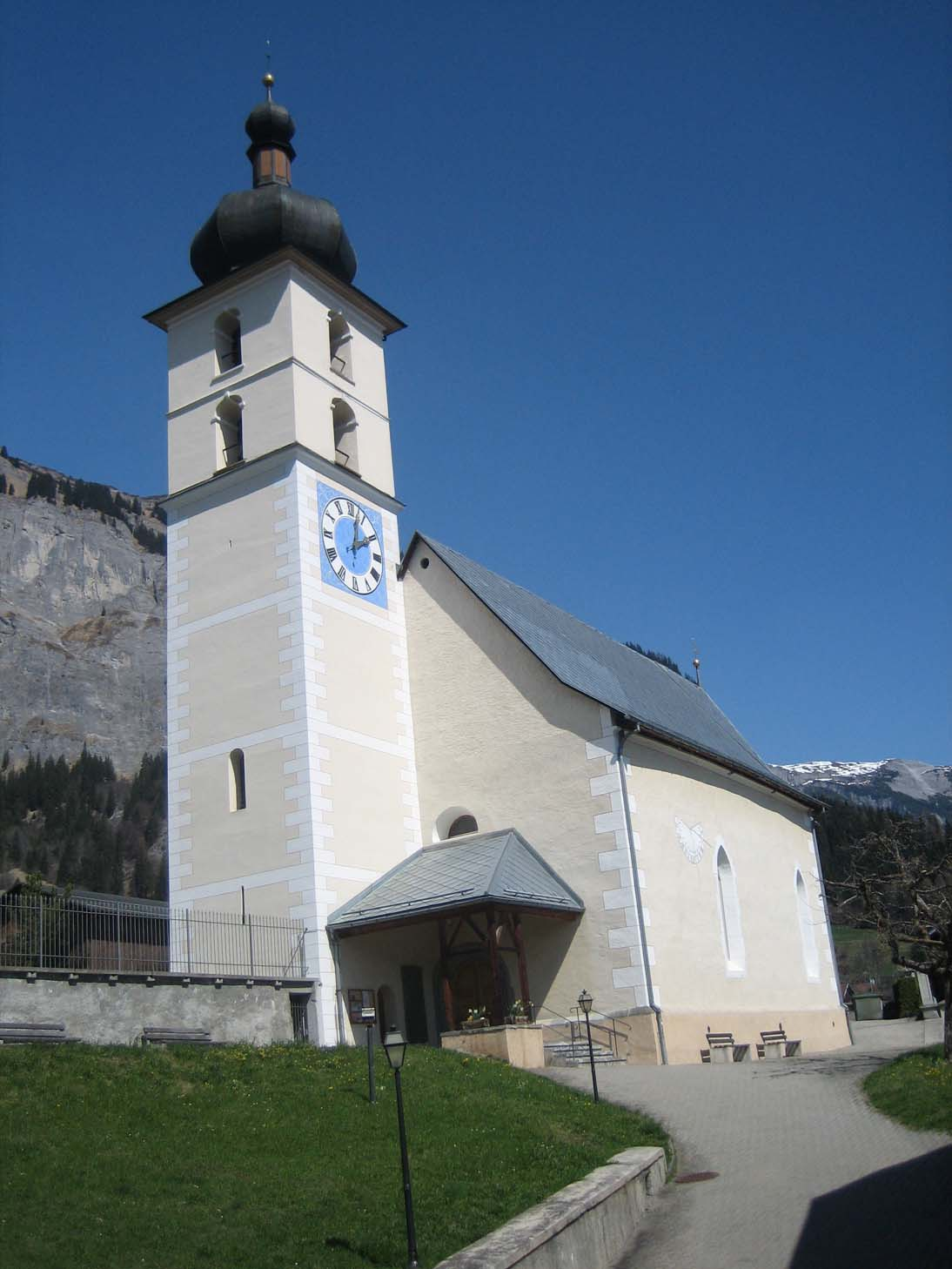
Reformierte Martinskirche Flims

Die Kirche St. Martin in Flims am Eingang zur Surselva ist ein evangelisch-reformiertes Gotteshaus. Sie ist Teil des alten Kerns von Flims-Dorf.

## Geschichte
Die Dorfkirche wird ersturkundlich im Jahre 831 als Besitz des Klosters Pfäfers genannt. Ihr Name geht auf den Nationalheiligen der Franken, St. Martin, zurück.
Das Kirchengebäude zeigt verschiedene Altersstufen. Der untere Teil des Turms geht auf die Epoche der Romanik zurück. Das Schiff und der  Chor werden auf 1512 datiert; ihnen zugrunde liegt noch ältere Bausubstanz. Die Glockenstube wurde 1704 in zwei Stufen errichtet. Die filigrane Zwiebelkuppel wurde 1868 parallel zu einer Innenrenovation angebracht. Im Jahr 2016 wurde der Glockenstuhl im Turm, welcher wie der Friedhof im Gegensatz zur Kirche der politischen Gemeinde gehört, saniert.
Im Jahre 1998 war Flims mit der Martinskirche letztmals Gastgeber der Bündner Synode.

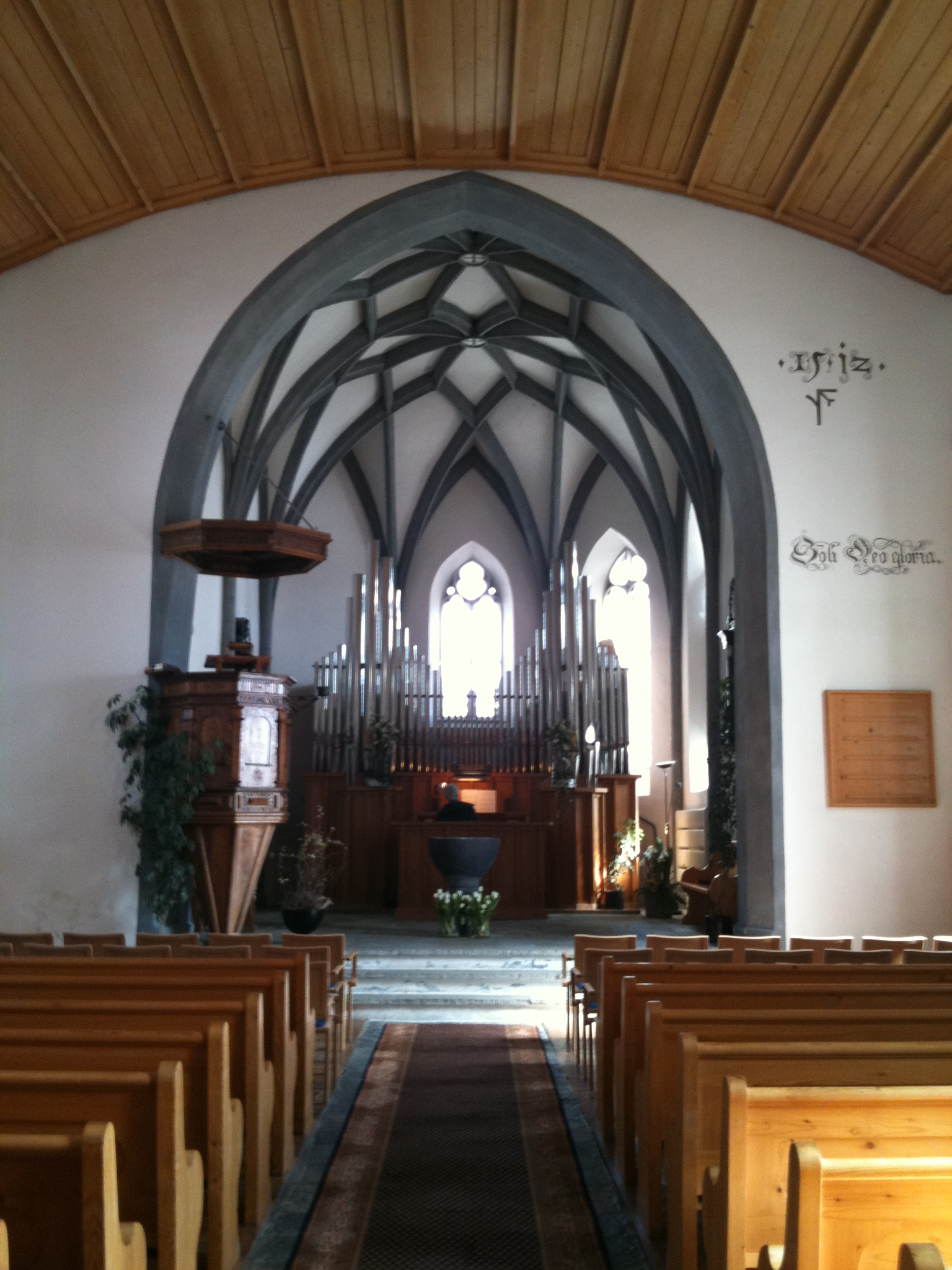
Blick auf Orgel und Chor
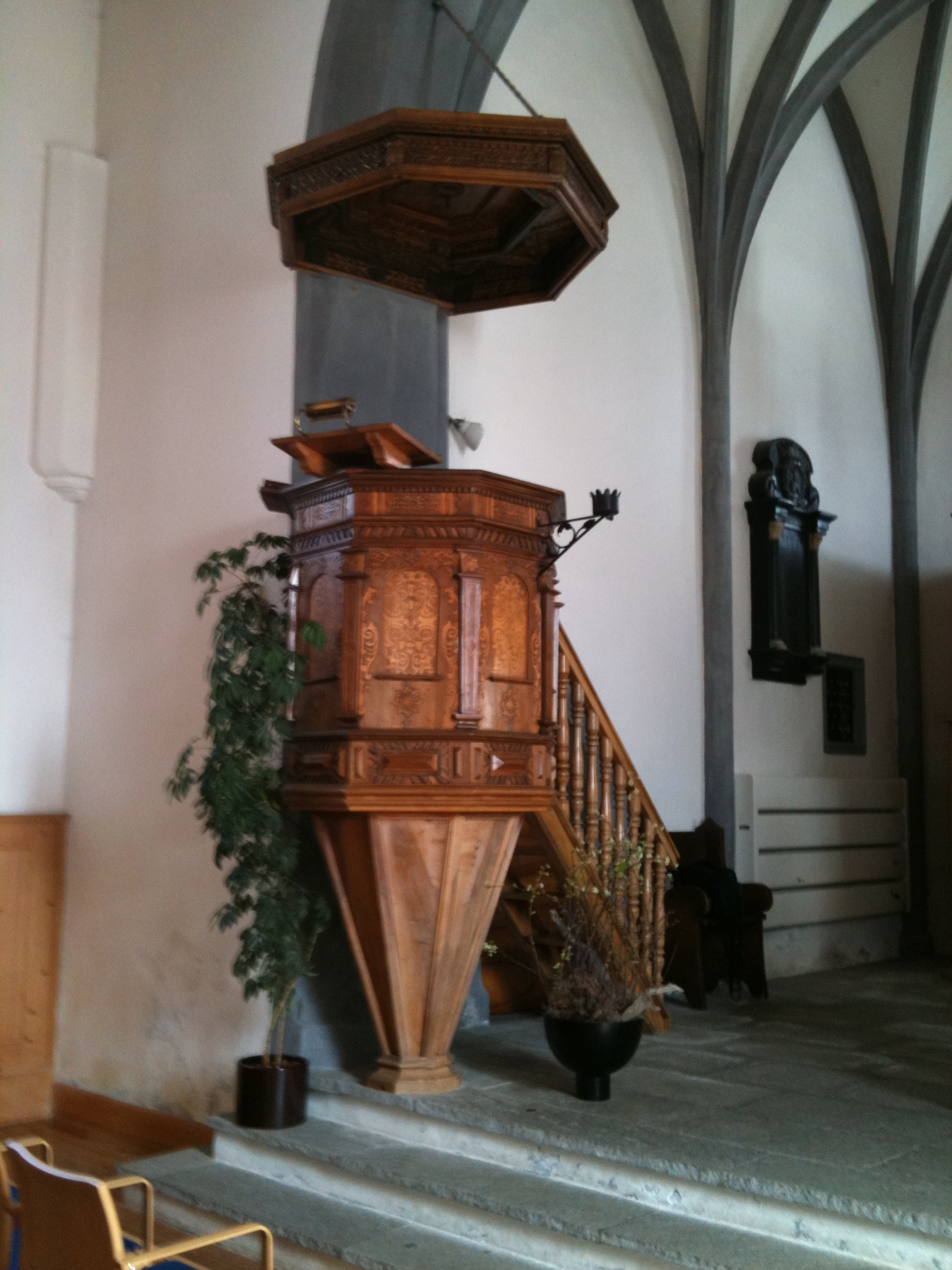
Kanzel mit Schalldeckel

## Ausstattung
Im Kircheninneren sind an den Chorwänden zwei Epitaphe zu sehen. Die polygonale Kanzel stammt aus dem Jahr 1645 nach Abschluss der Bündner Wirren.
Eher weniger üblich steht die Orgel mit einem Freipfeifenprospekt im Chor der Kirche. Das Instrument wurde 1955 von der Orgelbau Goll AG aus Luzern gebaut und verfügt über 19 Register auf zwei Manualen und Pedal. Sie ersetzte eine Goll-Orgel von 1903, welche 1939 in einen Neubau integriert wurde und 1954 nach Winterthur versetzt wurde.

## Kirchliche Organisation
In der Evangelisch-reformierten Landeskirche Graubünden ist Flims eine eigenständige Kirchgemeinde.

## Bedeutende Pfarrpersonen
Bedeutende und lange in Flims tätige Pfarrer waren Gion Martin Darms (Pfarrer in Flims 1863–1879), Lucius Candrian (Pfarrer in Flims), Übersetzer der Biografie über Philipp Gallicius von Georg Leonhardi ins Rätoromanische und sein Sohn Christian Candrian (Pfarrer in Flims). Lucius Candrian starb während der Bündner Synode 1888 in Flims.